# کیهان‌شناسی کوانتومی

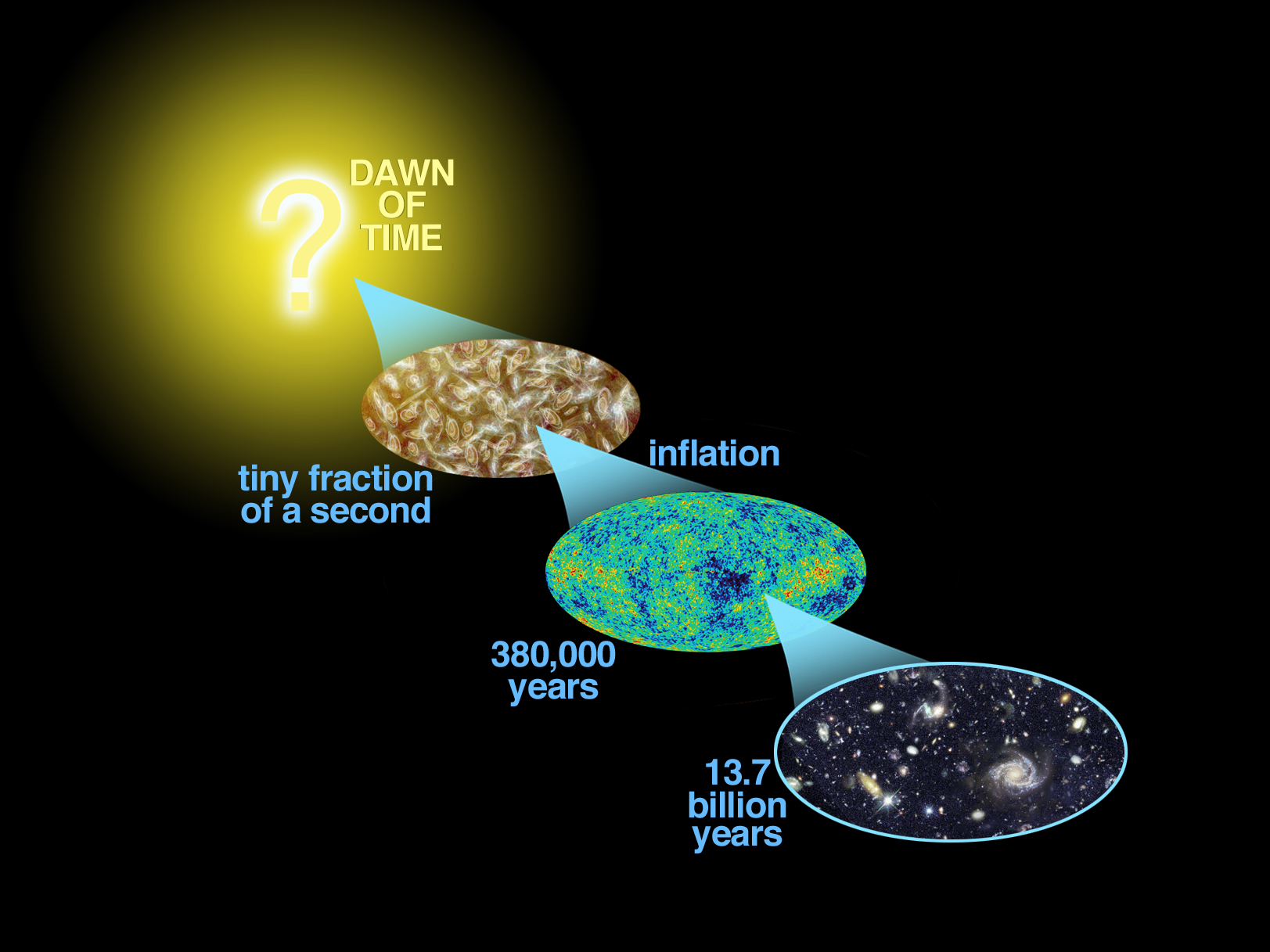
مدل بیگ‌بنگ: کیهان‌شناسی کوانتومی شروع ادعایی فضا و زمان را بررسی می‌کند.

کیهان‌شناسی کوانتومی در فیزیک نظری، کیهان‌شناسی کوانتومی حوزه‌ای است که تلاش دارد اثرات مکانیک کوانتومی را بر شکل‌گیری جهان و تحول اولیه اش به ویژه بعد از مهبانگ مطالعه کند.
علی رغم تلاش‌های بسیار مانند معادلات ویلر-دویت این عرصه یکی از عرصه‌های ذهنی گرانش کوانتومی است.
یکی از مشکلات در این حوزه، مبدأ اطلاعات فیزیکی در جهان است.